# Barra do Garças Futebol Clube
Le Barra do Garças Futebol Clube est un club brésilien de football basé à Barra do Garças dans l'État du Mato Grosso.